# Dipcadi ciliare
Dipcadi ciliare là một loài thực vật có hoa trong họ Măng tây. Loài này được (Eckl. & Zeyh. ex Harv.) Baker mô tả khoa học đầu tiên năm 1870.